# Salles-Courbatiès
Salles-Courbatiès település Franciaországban, Aveyron megyében. Lakosainak száma 480 fő (2022. január 1.). Salles-Courbatiès Drulhe, Naussac, Saint-Igest, Causse-et-Diège és Villeneuve községekkel határos.

## Népesség
A település népessége az elmúlt években az alábbi módon változott:
| Lakosok száma | 435  | 345  | 354  | 391  | 404  | 407  | 417  | 418  | 439  | 480  |
|               | 1968 | 1982 | 1990 | 2006 | 2013 | 2015 | 2017 | 2019 | 2020 | 2022 |